# Village People
A Village People az 1970-es évek végének egyik legnépszerűbb amerikai diszkóegyüttese volt. A zenekar az új évezredben is aktív. Az ezredforduló óta a The Amazing Veepers nevet is használják. Az együttes neve New York Greenwich Village negyedére utal, ahol a ’70-es évek második felében népes homoszexuális közösség élt: az énekesek jelmezei a leggyakoribb homoszexuális fantáziák figuráit (rendőr, indián, cowboy, építőmunkás, motoros, katona) idézik. A Village People pályafutása évtizedei alatt több mint 85 millió kis- és nagylemezt adott el, és olyan slágereket mondhat magáénak, mint például a Macho Man, a Y. M. C. A., az In the Navy, a Go West vagy a Can’t Stop the Music.

## A tagok

### Az eredeti felállás
- Victor Willis (a rendőr) 1979 végéig volt az együttes tagja. Két évvel később visszatért a Village People-be, és a Fox on the Box című 1982-es LP elkészítésében már részt vett.
- Felipe Rose (az indián)
- Randy Jones (a cowboy) 1977 és 1981 között volt a zenekar tagja.
- David Hodo (az építőmunkás)
- Glenn Hughes (a motoros) (A 2001. március 4-én elhunyt énekes nem azonos a Deep Purple ugyanezt a nevet viselő volt tagjával.)
- Alex Briley (a katona)

Az In the Navy című sláger időszakában Willis és Briley matrózjelmezben léptek fel.

### Később csatlakoztak
- Eric Anzalone (a motoros, 1985-től)
- Jeff Olson (a cowboy, 1981–1985 és 1991-től)
- Ray Simpson (a rendőr, 1979–1982 és 1987-től)
- Miles Jaye (a rendőr, 1983–1984)
- Ray Stephens (a rendőr, 1985-ben. 1990-ben elhunyt.)
- Py Douglas (a rendőr, egy 1985-ös promóciós turné idején Ray Stephenst helyettesítette néhány tévés fellépésen)
- Mark Lee (az építőmunkás, 1982–1985)
- Bill Whitfield (az építőmunkás, 2002-es és 2003-as koncerteken)

## Karriertörténet

### Út a csúcsra
A Village People megszületése egy francia zeneszerző, Jacques Morali nevéhez fűződik. Morali komponált néhány dalt, melyekhez énekesre volt szüksége. Egy stúdióban hallotta meg Victor Willist, aki éppen háttérvokált énekelt. Morali az első adandó alkalommal felkérte az énekest, hogy vegyen részt tervezett albuma, a Village People elkészítésében. Willis elfogadta a felkérést, az 1977-ben megjelent, mindössze 4 dalt tartalmazó LP pedig nagy sikert aratott. E lemezen hallható az együttes első nagy slágere, a San Francisco (You’ve Got Me). (San Francisco az amerikai homoszexuálisok egyik fellegvára.) A sikernek köszönhetően Morali és üzlettársa, Henri Belolo elhatározták, hogy együttest toboroznak Willis köré, hogy az újabb dalokat látványos színpadi show kíséretében, élőben adják elő. Hirdetést adtak fel egy szakfolyóiratban, hogy macho típusú, bajszos férfiakat keresnek. A kiválasztott jelentkezők közül Glenn Hughes korábban vámos volt, Randy Jones és David Hodo pedig énekes-táncos színészek. Alex Briley az énekes Willis jó barátja volt, Felipe Rose-ra pedig Greenwich Village utcáin figyelt fel Morali. Noha Belolo és Morali franciák voltak, a Village People dalszövegei angol nyelven íródtak. Az első lemez dalszövegeinek megírásában Phil Hurtt és Peter Whitehead is közreműködött. A következő három album dalszövegeinek megírásában Victor Willis is részt vett, aki Morali és Belolo lemezcége, a Can’t Stop Productions más sztárjainak (Ritchie Family, Patrick Juvet és mások) albumain ugyancsak közreműködött mint szövegíró.
A Village People második albuma, a Macho Man 1978-ban jelent meg, és a címadó felvételen kívül a Key West című szerzemény lett róla igen népszerű. Még ugyanabban az évben a boltokba került a zenekar harmadik nagylemeze, a Cruisin’. A címnek mögöttes jelentése is van: a homoszexuális zsargonban a „cruisin’” az alkalmi szexpartner keresésére irányuló viselkedést jelenti. (Két évvel később, 1980-ban az egész világ megismerhette ezt a kifejezést William Friedkin botrányfilmje, a Portyán – eredeti címe: Cruising – kapcsán.) A lemez legnagyobb slágere nem a címadó dalnak tekinthető I'm a Cruiser tett (amely mellesleg a neves, Hall of Frame-szintig jutó Same & Dave R&B duó közismert, Hold on, I'm Coming c. dalából tartalmaz zenei parafrázisokat), hanem a Y. M. C. A., amely ma már a diszkózene legnépszerűbb örökzöldjei közé tartozik. (A cím egy nagy múltú, világméretű, főleg a fiatalokat megcélzó vallási jellegű szervezet – Young Men’s Christian Association – nevének rövidítése.) A Hot Cop című szerzemény ugyancsak az album „meleg” vonatkozású slágerei közé tartozik.
A Cruisin’ a legnépszerűbb diszkócsapatok közé emelte a Village People-t, és a siker 1979-ben folytatódott a Go West című albummal. A címadó felvétel 1993-ban a Pet Shop Boys feldolgozásában is sláger lett, de az 1990-es években az eredetit is gyakran hallhatta újra a közönség, mivel szerepelt a Priscilla, a sivatag királynőjének kalandjai (1994) című sikeres road movie zenei anyagában. Az LP másik slágere az In the Navy című dal volt. A felvételt az amerikai haditengerészet toborzódalként szerette volna felhasználni, ezért kapcsolatba léptek Belolóval. A producer hajlandó volt a jogokat ingyen átengedni, amennyiben a haditengerészet segítséget nyújt a dal videóklipjének elkészítéséhez. Egy hónappal később az együttes a San Diegó-i támaszponton láthatott munkához. A haditengerészet egy hadihajót, több repülőgépet és több tucat tengerészt biztosított a felvételekhez. Mikor a videót bemutatták, és megkezdődött a tulajdonképpeni toborzókampány, több újságban tiltakozó cikkek jelentek meg. Az újságírók kifogásolták, hogy a hadsereg zenei klipek készítését támogatja, ráadásul egy „kétes erkölcsiségű” együttesét. A haditengerészet kénytelen volt lefújni a kampányt, a (mű)botrány viszont igen jót tett a dal népszerűségének. 1979-ben a Village People feljutott a csúcsra, amit az is bizonyít, hogy a máig mérvadónak tartott amerikai szaklap, a Rolling Stone 1979. április 19-i, 289. számának címlapján az együttes fotója szerepelt. (A Rolling Stone címlapjára kerülni máig nagy megtiszteltetésnek számít az amerikai énekesek és zenészek körében.)

### A hanyatlás időszaka
Az együttes kulcsemberének számító Victor Willis 1979 végén kivált a Village People-ből, ami a csapat népszerűségének nagyon nem tett jót. Nem tudni, pontosan miért vált meg társaitól, bár ma már ismert tény, hogy akkoriban drogproblémái voltak. Belolo mindenesetre határozottan cáfolta, hogy kirúgták volna az énekest. Szerinte Morali és Willis abban állapodtak meg, hogy az énekes szólókarrierbe fog kezdeni. Éppen emiatt Willis nem kívánt már részt venni az együttes főszereplésével készült zenés filmben, a Zenebolondokban (Can’t Stop the Music) sem, bár szerzőként végül közreműködött néhány filmdal elkészítésében. Ezt követően azonban hivatalosan is bejelentették a kiválását az együttesből. Utódja Ray Simpson lett, az Ashford & Simpson nevű sikeres duó hölgytagjának, Valerie Simpsonnak a fivére. Ő játszott Willis helyett a Zenebolondokban, amely azonban csúnyán megbukott. A diszkóláz ugyanis Amerikában akkor már mulandóban volt, melynek eredményeként a filmet 1980-ban 7 kategóriában nevezték Arany Málna díjra, és kettőben győzött is (legrosszabb film, legrosszabb forgatókönyv). A címadó dal viszont szolid sikert aratott. A filmzenealbum egyik közreműködője, David London (valódi neve: Dennis „Fergie” Frederiksen) később a Toto együttes énekese lett.
1981-ben – a diszkó után – a new wave volt a divatos zenei irányzat, ezért a Village People is némi fazonigazítást hajtott végre jelmezein és zenéjén. Az énekesek az újromantikus stílust (ld. Duran Duran, Spandau Ballet stb.) idéző kosztümökbe bújtak, újabb albumukat, a Renaissance-t pedig a new wave jegyében készítették. Az LP nem hozta meg a várt újabb nagy sikert. A zenekar hanyatló karrierjén már Victor Willis visszatérése sem segített. A Fox on the Box (1982) és az In the Street (1983) című nagylemezeken ismét hallható Willis hangja, ám ezek az albumok sem mérhetők a ’70-es évek Village People-lemezeinek sikereihez. Az 1985-ös LP, a Sex over the Phone főleg a címadó szerzeménynek és a hozzá készült videóklipnek köszönhetően sikeresebb volt ugyan, mint például a Renaissance album, de átütő kereskedelmi sikert nem ért el.

### Újra együtt
1986-ban a Village People tagjai úgy döntöttek, hogy szünetet tartanak karrierjükben. Egy év múlva azonban ismét összeálltak, a következő felállásban: Randy Jones, David Hodo, Felipe Rose, Glenn Hughes, Alex Briley és Ray Simpson. 1989-ben egy remix album jelent meg legnépszerűbb slágereikből. A maga idejében kevés figyelmet keltett kiadvány ma már kuriózumnak számít a gyűjtők körében. 1991. november 15-én Párizsban, AIDS-ben elhunyt az együttes „szülőatyja”, Jacques Morali. Két évvel később a zenekar sikeres koncertturnét bonyolított le. 1994-ben a Village People a német nemzeti fociválogatottal közösen énekelte a Far Away In America című dalt, amely az 1994-es foci világbajnokság slágere volt. Egy évtizeddel később a Die Ärzte nevű német punkegyüttessel léptek fel három berlini koncerten, 2004. július 15. és július 20. között. Ugyanebben az esztendőben Cher koncertturnéján léptek fel előzenekarként, nagy sikerrel. A turné 2005 áprilisában ért véget. 2006-ban az együttes volt énekese, Victor Willis először beszélt nyilvánosan a drogproblémáiról. A Village People és Willis az új évezred első évtizedében külön-külön lépnek fel. Jellegzetes imázsuknak és időközben örökzölddé vált slágereiknek köszönhetően az együttest gyakran parodizálták, ugyanakkor dalaikból számos feldolgozás készült az évek során.

## Ismertebb lemezeik

### Kislemezek
- 1977 San Francisco (You've Got Me) / Village People
- 1978 Macho Man / Key West
- 1978 Y. M. C. A. / The Women
- 1979 In the Navy / Manhattan Woman
- 1979 Go West / Citizens of the World
- 1979 Sleazy / Save Me (Uptempo)
- 1979 Sleazy / Ready for the 80's
- 1979 I Am What I Am
- 1980 Can't Stop the Music / Milkshake
- 1981 5 O'Clock in the Morning / Food Fight
- 1985 Sex over the Phone / Sex over the Phone (Instr.)
- 1989 Megamix / Y. M. C. A. (Version 1989)
- 1989 Y. M. C. A. / In The Navy
- 1990 Living in the Wildlife
- 1993 Y. M. C. A. (remix) / Go West
- 1994 Far Away In America / United We'll Go (DFB featuring Village People)
- 1994 In the Navy (7*Remix)
- 1997 5 O'Clock In The Morning (Olaszország)
- 1997 Go West / We Want You – Megamix 97
- 1999 Y. M. C. A. Millennium Mix
- 2005 Y. M. C. A.  (DJ Tyson vs. Village People)

### Albumok
- 1977 Village People
- 1978 Macho Man
- 1978 Cruisin'
- 1979 Go West
- 1979 Live and Sleazy
- 1980 Can't Stop the Music
- 1981 Renaissance
- 1982 Fox on the Box
- 1983 In the Street
- 1985 Sex over the Phone

### Válogatások
- 1988 Greatest Hits
- 1989 Greatest Hits '89 Remixes
- 1994 The Best Of Village People
- 1998 The Very Best Of
- 2001 20th Century Masters: The Millennium Collection – The Best Of Village People

## Videók
- 1993 Village People - Best Of (73 perc, VHS)
- 2002 The Best Of The Village People (73 perc, PAL-DVD)
- 2003 The Village People Collection (PAL-DVD)
- 2003 Village People – Live in Japan (68 perc, DVD)
- 2004 The Best (Golden Box) (+ Audio-CD) (PAL-DVD)